# 地上軍航空隊 (国家人民軍)

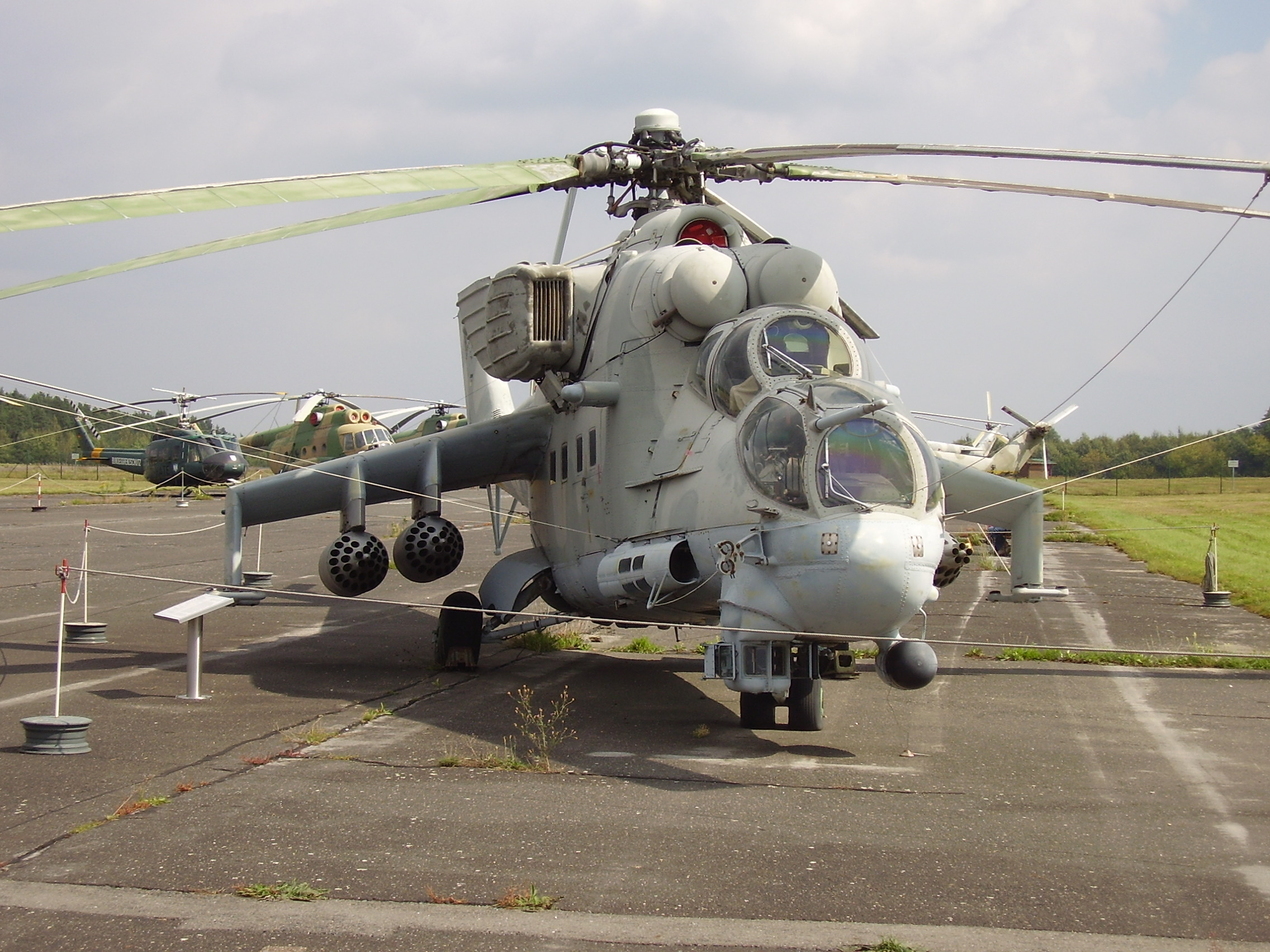
第5攻撃ヘリコプター航空団(KHG-5)所属のMi-24Pヘリコプター

地上軍航空隊（ドイツ語: Armeefliegerkräfte）は、ドイツ民主共和国（東ドイツ）国家人民軍を構成する軍種の一つである国家人民軍地上軍の航空部門（陸軍航空隊）である。

## 歴史
1970年代中頃、東ドイツ指導部では西ドイツの軍隊であるドイツ連邦軍のレオパルト2主力戦車およびPAH-1対戦車ヘリコプター採用を受け、これに対向する形で戦闘ヘリコプター連隊(Kampfhubschrauber-Regiment)の設置を決定した。また1980年代にはワルシャワ条約機構軍総司令部が各国軍に対して地上部隊支援能力の強化を命じていたことも関係している。
当初設置された戦闘ヘリコプター部隊は航空軍が管轄しており、その戦力は第34ヘリコプター航空団(Hubschraubergeschwader 34, HG-34)、第57攻撃ヘリコプター航空団(Kampfhubschraubergeschwader 57, KHG 57)、第67攻撃ヘリコプター航空団(KHG 67)の3個飛行隊であった。第57攻撃ヘリコプター航空団は1981年から第54ヘリコプター航空団(HG-54)と名称を改めており、1976年からはMi-8T/TBを、1978年からはMi-24Dを主力機として配備していた。また1980年3月1日には「アドルフ・フォン・リュッツォウ」の名が部隊に冠されている。第67攻撃ヘリコプター航空団も1982年頃までにMi-8T/TBやMi-24Dを主力機として配備した。1984年9月29日には「フェルディナント・フォン・シル」の名が部隊に冠された。
1984年、航空軍から地上軍へ地上軍航空隊の指揮権が移ると共に、地上軍航空兵の兵科が設けられた。1984年3月1日にはKHG-57が第5軍管区に、1984年11月1日にはKHG-67が第3軍管区にそれぞれ割り当てられた。1986年12月1日、KHG-57はKHG-5に、KHG-67はKHG-3に改称された 。
国家人民軍の解体後、地上軍航空隊の戦力は連邦陸軍航空隊(Heeresfliegertruppe)に移管された。1991年4月1日、KHG-3は第70陸軍飛行隊(Heeresfliegerstaffel 70)、KHG-5は第80陸軍飛行隊(Heeresfliegerstaffel 80)と改称され、第61兵器技術センターに移された。
地上軍航空隊の装備のうち、Mi-2ヘリコプターは使用されなかったものの、Mi-24ヘリコプターは1993年まで、Mi-8ヘリコプターは1994年まで連邦陸軍航空隊で使用された。

## 任務
- 戦闘に際しての地上戦力に対する航空支援の提供
- 国境監視・防衛およびワルシャワ条約機構における防空担当制度（ドイツ語版）への参加

## 訓練
飛行士たる地上軍士官は、航空軍高級士官学校(Offizierhochschule der LSK/LV)および航空軍高級士官学校付部隊である第35ヘリコプター訓練航空団(Hubschrauberausbildungsgeschwader 35)にて教育を受けた。またMi-24ヘリコプターの操縦訓練はソ連領内でも行われた。
地上勤務員たる地上軍士官は、カーメンツにあった航空軍高級士官学校「フランツ・メーリング」にて教育を受けた。
それ以外の下士官および士官候補生は、バート・デューベンにあった航空軍軍事技術学校「ハリー・クーン」にて教育を受けた。

## 主要装備

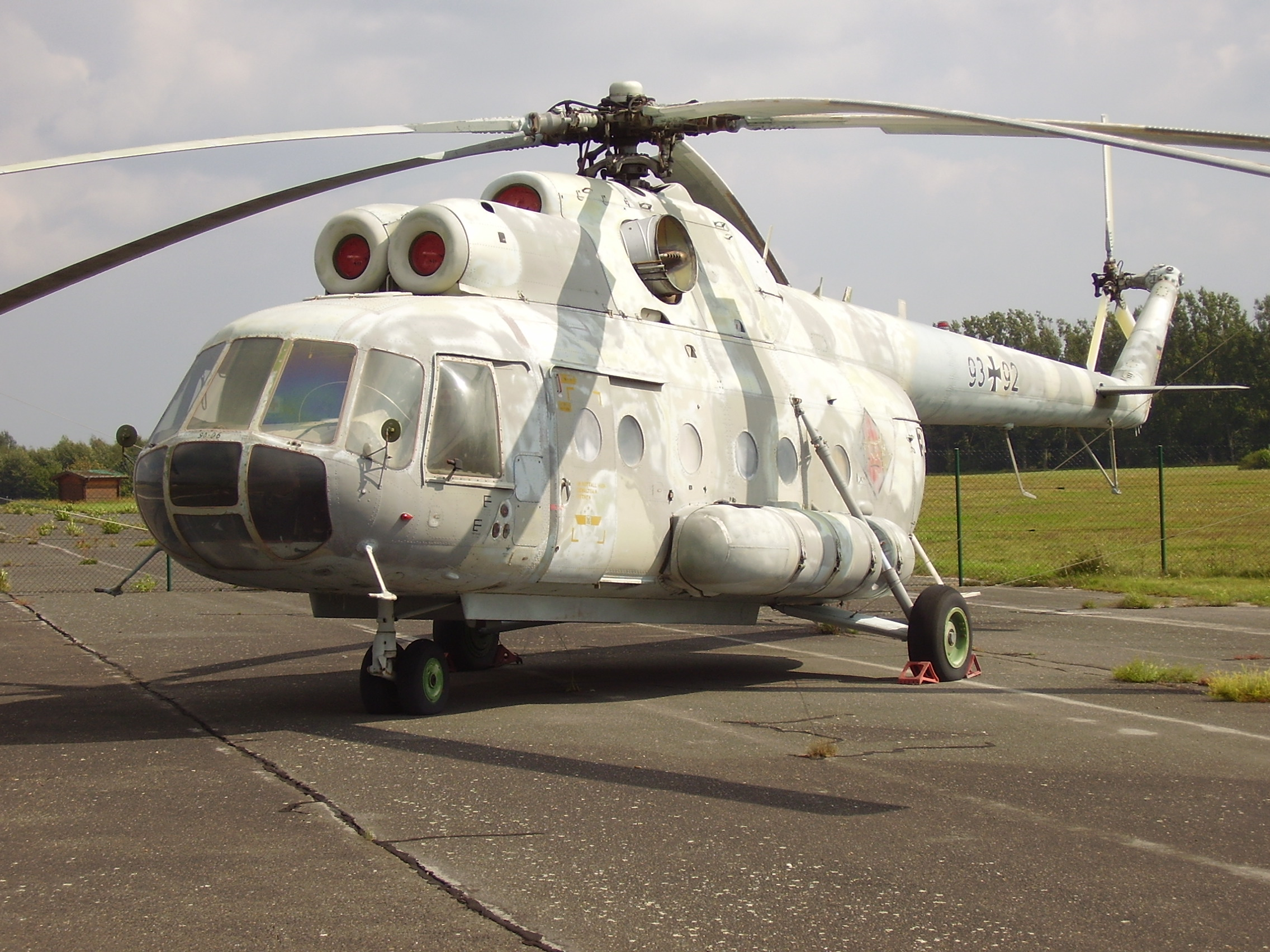
ガトー航空博物館(Luftwaffenmuseum Gatow)に展示されているMi-9。地上軍航空隊から接収され連邦陸軍航空隊で運用されていた機体。双方の国籍マークが確認できる。

- Mi-2ヘリコプター - 各種特殊任務/偵察用派生型を含む。
- Mi-8ヘリコプター - 派生型を含む。
  - Mi-8T輸送ヘリコプター
  - Mi-8TB戦闘ヘリコプター
  - Mi-8S旅客・特殊輸送ヘリコプター
  - Mi-9空中指揮通信ヘリコプター
- Mi-24ヘリコプター - 派生型を含む。
  - Mi-24D
  - Mi-24P -1989年以降、KHG-5のみ装備。

## 組織
当初、KHGはいずれも航空軍司令部直属の戦力として扱われていたが、1981年に前線における指揮統制組織として前線及び地上軍航空隊指揮所(FO FAFK)が設置されるとこれの指揮下に移った。
1984年、KHGの指揮権が地上軍に移り、2個軍管区それぞれの指揮下に配置される。制服等は航空軍のものをそのまま使用した。
第3軍管区付の第3攻撃ヘリコプター航空団「フェルディナント・フォン・シル」(KHG-3)は北コトブス飛行場を拠点としており、また第5軍管区付の第5攻撃ヘリコプター航空団「アドルフ・フォン・リュッツォウ」(KHG-5)はバセポールを拠点とした。
攻撃ヘリコプター航空団は最大3個戦闘ヘリコプター飛行隊(Kampfhubschrauberstaffeln)と1個指揮偵察ヘリコプター飛行隊(Hubschrauberstaffel zur Führung und Aufklärung)で構成された。
なお、第40航空突撃連隊の展開を含む地上部隊の戦術的な航空輸送は、地上軍航空隊ではなく第24輸送航空隊など航空軍所属部隊が担当した。